# Ambrosia (Art Farmer)
Ambrosia è un album a nome di Art Farmer with The Great Jazz Trio, pubblicato dalla Denon Records nel 1984. Il disco fu registrato nei mesi di ottobre e novembre del 1983 al Nippon Columbia Studios di Tokyo (Giappone).

## Tracce
Lato A
1. The Windmills of Your Mind – 6:07 (Alan Bergman, Marilyn Bergman, Michel Legrand)
2. Once Upon a Summertime – 5:11 (Eddie Barclay, Michel Legrand, Eddy Marnay, Johnny Mercer)
3. Watch What Happens – 4:34 (Jacques Demy, Michel Legrand, Ray Louis)
4. What Are You Doing the Rest of Your Life – 5:55 (Alan Bergman, Marilyn Bergman, Michel Legrand)

Lato B
1. You Must Believe in Spring – 5:11 (Alan Bergman, Marilyn Bergman, Jacques Demy, Michel Legrand)
2. The Years of My Youth – 5:23 (Jean Dréjac, Michel Legrand, Hal Shaper)
3. The Summer Knows – 5:29 (Alan Bergman, Marilyn Bergman, Michel Legrand)
4. I Will Wait for You – 5:27 (Jacques Demy, Norman Gimbel, Michel Legrand)

## Musicisti
- Art Farmer - flicorno
- Hank Jones - pianoforte
- Eddie Gomez - contrabbasso
- Jimmy Cobb - batteria

Orchestra :
- Masahiko Satoh - conduttore musicale, arrangiamenti
- Takashi Katoh - concertmaster, violino
- Kunihiro Kohno - violino
- Setsuka Ryu - violino
- Kaori Koyamatsu - violino
- Hiromichi Hara - violino
- Hiroshi Ikeda - violino
- Takashi Fukumori - violino
- Masao Kawabata - violino
- Chizuko Tsunoda - violino
- Etsuo Ejiri - violino
- Hiroshi Watanabe - viola
- Shunichi Hirayama - viola
- Yoh Kigoshi - violoncello
- Hiroto Kawamura - violoncello
- Toshio Katayama - contrabbasso